# 류지례 묘소
류지례 묘소는 충청북도 청주시 흥덕구에 있다. 2015년 4월 17일 청주시의 향토유적 제100호로 지정되었다.

## 개요
문화류씨 문평군파가 옥산에 세거한 사실을 증명하는 자료이다.